# Livramento do Brumado
Livramento do Brumado är en ort i Brasilien.   Den ligger i kommunen Livramento de Nossa Senhora och delstaten Bahia, i den östra delen av landet, 700 km öster om huvudstaden Brasília. Livramento do Brumado ligger 465 meter över havet och antalet invånare är 19 914.
Terrängen runt Livramento do Brumado är varierad. Det finns inga andra samhällen i närheten.
Omgivningarna runt Livramento do Brumado är huvudsakligen savann. Runt Livramento do Brumado är det glesbefolkat, med 16 invånare per kvadratkilometer.